# Horka
Pour les articles homonymes, voir Horka (homonymie).
Horka est une commune rurale de Saxe (Allemagne), située dans l'arrondissement de Görlitz, dans le district de Dresde. En sorabe, son nom signifie « colline ».

## Géographie
La commune est située dans une région de forêts, à la frontière avec la Pologne. Elle se trouve à 18 km au nord-nord-ouest de Görlitz et à 5 km à l'est de Niesky.

## Histoire
C'est en 1305 que l'endroit est mentionné pour la première fois par écrit. La contrée appartient de 1377 à 1396 au duché de Lusace et de 1635 à 1815 à l'électorat de Saxe, devenu ensuite royaume de Saxe, qui la perd au profit du royaume de Prusse, après le congrès de Vienne. Horka fait alors partie de l'arrondissement de Rothenburg-en-Haute-Lusace (de) dans la province de Silésie. Entre 1936 et 1947 son nom est germanisé en Wehrkirch.
Des combats féroces ont lieu dans la région en avril 1945, notamment à la bataille de Bautzen. Après la Seconde Guerre mondiale, la commune fait partie de l'arrondissement de Niesky et, à sa formation en 1949, de la République démocratique allemande.
En 1994, sont intégrés à la commune les villages de Biehain et de Mückenhain.

## Église

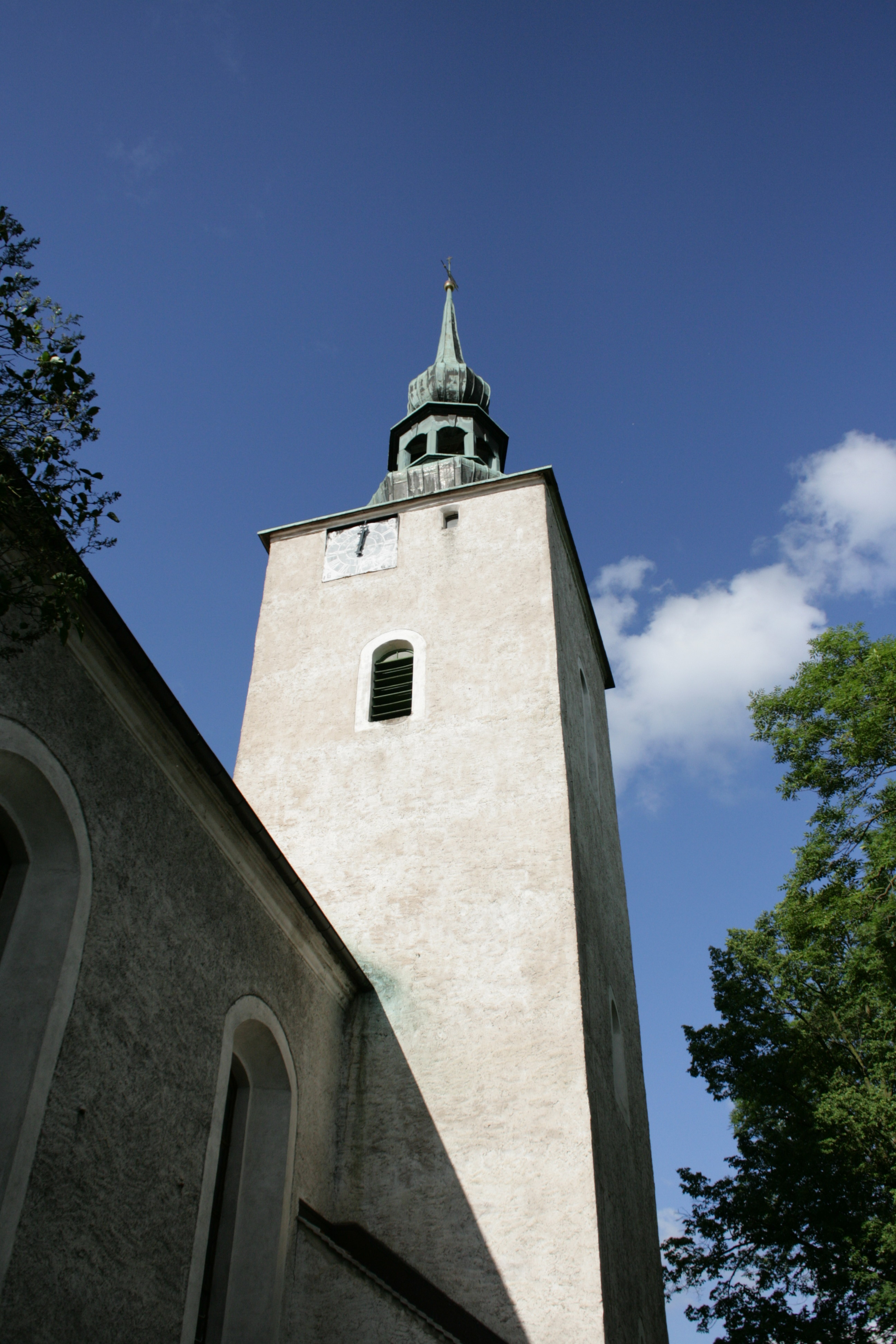
Vue du clocher de l'église.

L'église évangélique-luthérienne, d'architecture romano-gothique, remonte au XIIIe siècle. Une sépulture chrétienne datant environ de l'an mil a été découverte sous les fondations, au cours d'excavations. L'intérieur a été redécoré dans le goût baroque au XVIIIe siècle. Elle est entourée de remparts des XIIe et XIIIe siècles. Elle est passée à la Réforme protestante au XVIe siècle.